# OSCARrafone
OSCARrafone è una raccolta di videoclip prodotti fino al 1996 del gruppo Elio e le Storie Tese.

## Elenco tracce video
1. Nubi di ieri sul nostro domani odierno (abitudinario)
  - 1989; prodotto da Ilvio Gallo; regia di Elio e le Storie Tese.
2. Agnello Medley
  - 1990; prodotto da Carlo Somaini; realizzato in collaborazione con la Televisione Svizzera di lingua italiana.
3. Servi della gleba
  - 1992; prodotto da Marco Balich per Central production; regia di Riccardo Paoletti.
4. Pipppero®
  - 1992; prodotto da Marco Balich per Central production; regia di Riccardo Paoletti.
5. (Gomito a gomito con l') Aborto
  - Con la partecipazione di Tonino Cripezzi; 1993; prodotto da Studio Equatore; regia di Alex Orlowski e Alessandra Pescetta.
6. Il vitello dai piedi di balsa
  - Con la partecipazione di Enrico Ruggeri; 1992; prodotto da Videomusic; regia di Gabriele Cazzola.
7. Cadavere spaziale
  - 1993; prodotto da Studio Equatore; regia di Alex Orlowski e Alessandra Pescetta.
8. Noi siamo i giovani (con i blue jeans)
  - 1993; prodotto da Studio Equatore; regia di Alex Orlowski e Alessandra Pescetta.
9. Nessuno allo stadio
  - 1994; prodotto da Otar Bolivecic; regia di Massimo Fusi e Alex Orlowski.
10. La terra dei cachi
  - Con la partecipazione dell'Orchestra Spettacolo Raoul Casadei; 1996; prodotto da Servizi Corse; regia di Mirna Casadei.
11. El Pube
  - 1996; prodotto da Groucho Film; regia di Andrea Corridori.
12. Mio cuggino
  - 1996; prodotto da Groucho Film; regia di Riccardo Paoletti.[1]

## Altri attori
- Paola Ambrosoli in Nubi di ieri sul nostro domani odierno (abitudinario).
- The Los Sri Lanka Parakramabahu Brothers in Agnello Medley.
- Holly Higgins in Servi della gleba.
- Claudio Bisio e Vittorio Cosma in Pipppero®.
- Aldo Baglio alias Rolando in Mio cuggino.